# Hongarije op de Olympische Zomerspelen 1904
Hongarije nam deel aan de Olympische Zomerspelen 1904 in St. Louis, Verenigde Staten. De resultaten van Oostenrijks en Hongaars worden door het Internationaal Olympisch Comité apart gehouden ondanks de unie van beide landen in Oostenrijk-Hongarije.

## Medailleoverzicht
| Sport   | Olympiër      | Discipline            | Medaille |
| ------- | ------------- | --------------------- | -------- |
| Zwemmen | Zoltán Halmay | 50y vrije slag (m)    | Goud     |
| Zwemmen | Zoltán Halmay | 100y vrije slag (m)   | Goud     |
| Zwemmen | Géza Kiss     | 1 mijl vrije slag (m) | Zilver   |
| Zwemmen | Géza Kiss     | 880y vrije slag (m)   | Brons    |

## Deelnemers en resultaten

### Atletiek
| Olympiër     | Discipline              | Resultaat | Prestatie    |
| ------------ | ----------------------- | --------- | ------------ |
| Béla Mező    | 60m (m)                 | series    | serie 3: 4de |
| Béla Mező    | 100m (m)                | series    | serie 1: 3de |
| Béla Mező    | verspringen (m)         | 7-10e     |              |
| Lajos Gönczy | hoogspringen (m)        | 4e        | 1,75m        |
| Lajos Gönczy | staand hoogspringen (m) | 5e        | 1,35m        |

### Zwemmen
| Olympiër      | Discipline            | Resultaat | Prestatie                                      |
| ------------- | --------------------- | --------- | ---------------------------------------------- |
| Zoltán Halmay | 50y vrije slag (m)    | Goud      | serie 1: 1ste in 29,6 finale: 1ste in 28,0     |
| Zoltán Halmay | 100y vrije slag (m)   | Goud      | serie 1: 1ste in 1.06,2 finale: 1ste in 1.02,8 |
| Géza Kiss     | 880y vrije slag (m)   | Brons     |                                                |
| Géza Kiss     | 1 mijl vrije slag (m) | Zilver    | 28.28,2                                        |

Australië · Canada · Cuba · Duitsland · Frankrijk · Griekenland · Groot-Brittannië · Hongarije · Oostenrijk · Verenigde Staten · Zuid-Afrika · Zwitserland · Gemengde teams